# Centerville (Missouri)
Centerville és una població dels Estats Units a l'estat de Missouri. Segons el cens del 2000 tenia 171 habitants.

## Demografia
Segons el cens del 2000, Centerville tenia 171 habitants, 70 habitatges, i 46 famílies. La densitat de població era de 206,3 habitants per km².
Dels 70 habitatges en un 20% hi vivien nens de menys de 18 anys, en un 54,3% hi vivien parelles casades, en un 10% dones solteres, i en un 32,9% no eren unitats familiars. En el 31,4% dels habitatges hi vivien persones soles el 7,1% de les quals corresponia a persones de 65 anys o més que vivien soles. El nombre mitjà de persones vivint en cada habitatge era de 2,3 i el nombre mitjà de persones que vivien en cada família era de 2,85.
Per edats la població es repartia de la següent manera: un 17,5% tenia menys de 18 anys, un 15,2% entre 18 i 24, un 18,1% entre 25 i 44, un 31,6% de 45 a 60 i un 17,5% 65 anys o més.
L'edat mediana era de 44 anys. Per cada 100 dones de 18 o més anys hi havia 107,4 homes.
La renda mediana per habitatge era de 23.864 $ i la renda mediana per família de 29.750 $. Els homes tenien una renda mediana de 30.250 $ mentre que les dones 30.000 $. La renda per capita de la població era de 13.207 $. Entorn del 9,8% de les famílies i el 21,1% de la població estaven per davall del llindar de pobresa.

## Poblacions més properes
El següent diagrama mostra les poblacions més properes.